# Erastroides
Erastroides là một chi bướm đêm thuộc họ Noctuidae.